# Hecabolus mexicanus
Hecabolus mexicanus is een insect dat behoort tot de orde vliesvleugeligen (Hymenoptera) en de familie van de schildwespen (Braconidae). De wetenschappelijke naam van de soort werd voor het eerst geldig gepubliceerd door Zaldivar-Riveron & Belokobylskij in 2009.